# Карл I д’Альбре
Карл I (фр. Charles Ier d'Albret; ок. 1370 — 25 октября 1415) — сеньор д'Альбре, виконт де Тартас, де Марен, де Дакс, сеньор де Нерак, граф де Дрё, коннетабль Франции, французский военачальник времен Столетней войны, командующий французской армией в битве при Азенкуре.

## Жизнь
Старший сын Арно Аманье IX д’Альбре и Маргариты де Бурбон, двоюродный брат (по матери) короля Карла VI Безумного (мать Шарля д`Альбре была дочерью Пьера I де Бурбона, сестрой Жанны де Бурбон, жены короля Карла V Мудрого). 
 Королевским ордонансом 1375 года он был объявлен племянником короля Карла V с правом ношения королевских лилий на гербе. После смерти отца в 1401 году унаследовал многочисленные земельные владения и титулы.
В 1401 году, через год после женитьбы, вступает в права пользования владениями своей жены, Мари де Сюлли, дамы де Краон, вплоть до её смерти. В 1402 году сдает их в аренду герцогу Анжуйскому, Людовику II, в том числе и родовое поместье жены, Краон. А незадолго до смерти жены, и Шатонёф. После смерти Мари в конце 1409 года, вынужден вернуть часть владений законному наследнику, Жоржу де ла Тремую, сыну Мари от первого брака с Ги VI де ла Тремуйлем.
В феврале 1403 года стал крестным отцом одиннадцатого ребёнка в королевской семье Карла VI Безумного и Изабеллы Баварской, будущего короля Карла VII.

## Военная карьера
Начинал военную карьеру под началом Бертрана дю Геклена, коннетабля Франции. В 1390 году отправился с экспедицией в Африку под началом Людовика II Доброго де Бурбона, действующего по просьбе Генуэзской республики, участвовал в осаде Туниса и Карфагена, сражался вместе с Филиппом II Смелым и Ги VI де ла Тремуйлем. С 1404 года сражался в Гаскони против англичан. 
4 января 1402 года по предложению Людовика Орлеанского, брата короля, получил от Карла VI должность коннетабля Франции. Будучи приверженцем партии арманьяков, смещен с поста в 1411 году партией бургиньонов, заменившей его Валераном III Люксембургом. После смерти последнего в 1413 году был заново назначен коннетаблем. В этом же году назначен капитаном города Мелён. 
Главнокомандующий французской армией в битве при Азенкуре (25 октября 1415 года), убит в данном сражении.

## Брак и дети
С 27 января 1400 года женат на Мари де Сюлли (1364—1409), дочери Луи де Сюлли (внук Людовика I де Бурбона) и Изабеллы де Краон, вдове Ги IV де ла Тремуйля 
 Шарль был троюродным братом Мари де Сюлли, так как они оба были правнуками Людовика I де Бурбона: Шарль по деду (Пьер I де Бурбон) через мать (Маргариту де Бурбон), а Мари по бабушке (Маргарита де Бурбон — дочь Людовика I) через отца (Луи де Сюлли).
В браке родились:
- Екатерина (род. 1401), муж — Шарль де Монтегю, сеньор де Маркусси.
- Жанна (1403—1435), с 1422 — жена Жана I де Грайи, графа де Фуа, мать Гастона IV де Фуа, прабабушка Франциска Феба, короля Наварры и Екатерины де Фуа, королевы Наваррской, жены Жана III д’Альбре.
- Карл II (1407—1471), сеньор д'Альбре, граф де Дрё, с 1417 женат на Анне д’Арманьяк (родилась в 1399), дочери Бернара VII д’Арманьяка, дед Алена д’Альбре, прадед Жана III д’Альбре, короля Наварры[6].
- Гийом (ум. 1429), сеньор д’Орваль, погиб в битве при Руврэ (битва Селёдок).
- Жан.